# Campeonato Nacional de Football
El Campeonato Nacional de Football fue un certamen oficial creado por la Asociación Argentina de Football, entidad antecesora de la Asociación del Fútbol Argentino, en 1926. Fue un torneo interligas, del que participaban las selecciones de las ligas regionales y equipos representativos de la entidad organizadora, uno de Capital Federal y otro de la provincia de Buenos Aires.
La competencia fue descontinuada tras la fusión de la Asociación Argentina con la disidente Asociación Amateurs de Football, ocurrida el 23 de noviembre de 1926, para dar origen a la Asociación Amateurs Argentina de Football.

## Creación
El certamen fue creado en la Convención de Ligas Afiliadas del 16 de marzo de 1926.

## Sistema de disputa
Se organizaba con un sistema piramidal que comenzaba entre equipos con cercanías geográficas en un sistema de eliminación directa, para determinar los ganadores de cada región. La parte final del torneo se disputó bajo la misma modalidad.

## Ediciones disputadas
| Edición | Campeón       | Subcampeón    |
| ------- | ------------- | ------------- |
| 1926    | Liga Rosarina | Liga de Colón |

## Palmarés
| Equipo                    | Títulos |
| ------------------------- | ------- |
| Liga Rosarina de Football | 1       |